# Museo de Transporte Público de Nueva York

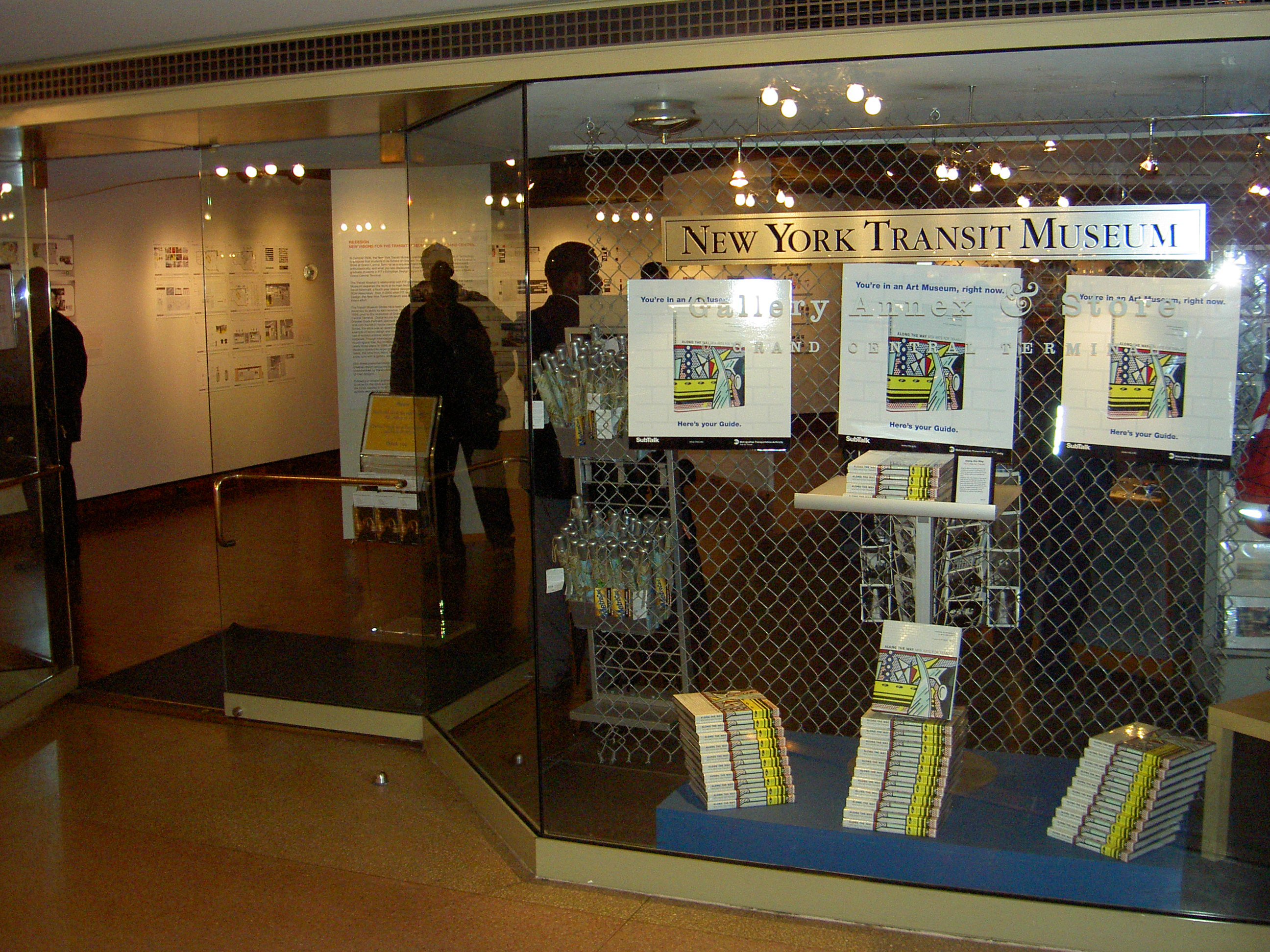
Anexo de la Grand Central Station

El  Museo de Transporte Público de Nueva York (en inglés, New York Transit Museum) es un museo que exhibe artefactos históricos del sistema de autobuses y del Metro de Nueva York; se encuentra localizado en la estación abandonada de la Calle Court en Brooklyn Heights barrio de Brooklyn, Nueva York. También hay un pequeño anexo de un satélite en la Grand Central Terminal, Manhattan.

## El museo
El 4 de julio de 1976, abrió por primera vez el New York City Transit Exhibit en una estación abandonada como parte de la celebración del Bicentenario de los Estados Unidos, con una ficha para poder entrar. Los antiguos vagones habían sido preservados, al igual que modelos y otras exhibiciones fueron exhibidas. En los planes, se contemplaba cerrarlo luego de la celebración, pero fue tan popular que se convirtió en un museo permanente.
La entrada del museo se encuentra localizada en la esquina con Boerum Place y la Calle Schermerhorn. El museo incluye recuerdos del Metro y otras muestras, como señalizaciones de patrimonios, maquetas y dioramas del Metro, autobuses, conferencias y seminarios.
El anexo al museo, en la Grand Central Terminal, abrió el 14 de septiembre de 1993 en el torniquete principal de la terminal. Alberga una tienda de regalos al igual que un espacio para exhibiciones. La ubicación principal de Brooklyn también tiene una tienda de regalos, accesible para personas discapacitadas en la sección de paga del museo.

## Estación
La Calle Court era una estación en la línea de la Calle Fulton del Metro de Nueva York de la división B del Independent Subway System. La estación se encontraba localizada en Downtown Brooklyn, Brooklyn, entre la Calle Schermerhorn y Boerum PLace.

## Exhibición actual

### Coches en exhibición
Vía A1:
- R1 100
- R4 484
- R7A 1575
- BMT Standard 2204
- BMT Triplex 6095A-B-C
- R11 8013
- R16 6387
- R30 8506

Vía A2:
- IRT R17 6609
- IRT R15 6239
- IRT R12 5760
- IRT R33 WF 9306
- R95 de colección junto con OR714 y IR714
- BRT BU 1273, 1404, 1407
- BMT Q-Type 1612C
- IRT Low-V 4902
- SBK Steeplecab 5
- Locomotora a diésel 10

### Museo de coches
El Museo de coches no es una exhibición permanente.
- R10 3184
- R32 3352-3353 (reconstruido en la fase II)
- R36 9542-9543
- R38 4028-4029
- R40 4280-4281